# هنر (ترانه)
«هنر» (انگلیسی: Art) ترانه‌ای از تایلا، خواننده اهل آفریقای جنوبی برای نخستین آلبوم استودیویی او به نام تایلا (۲۰۲۴) است. این ترانه در ۱۲ آوریل ۲۰۲۴، توسط فکس و اپیک رکوردز، به عنوان سومین تک‌آهنگ این آلبوم منتشر شد. این ترانه به تهیه‌کنندگی سامی سوسو است و موزیک ویدئوی آن در روز انتشار آلبوم منتشر شد.

## جدول‌های موسیقی
| جدول (۲۰۲۴)                                  | بالاترین جایگاه |
| -------------------------------------------- | --------------- |
| تک‌آهنگ‌های داغ نیوزیلند (آرام‌ان‌زی)            | ۱۸              |
| تاپ ۱۰۰ نیجریه (ترن تیبل)                    | ۶۱              |
| فیلیپین (بیلبورد)                            | ۸۳              |
| آفریقای جنوبی (تی‌اواس‌ای‌سی)                   | ۱۱              |
| آفریقای جنوبی ایرپلی (تی‌اواس‌ای‌سی)            | ۶               |
| تک‌آهنگ‌های بریتانیا (اوسی‌سی)                  | ۸۵              |
| افروبیت بریتانیا (اوسی‌سی)                    | ۲               |
| ترانه‌های افروبیت ایالات متحده (بیلبورد)      | ۴               |
| ترانه‌های داغ آراندبی ایالات متحده (بیلبورد)  | ۸               |
| فروش ترانه‌های دیجیتال ایالات متحده (بیلبورد) | ۷               |

## تاریخچه انتشار
| منطقه   | تاریخ         | فرمت         | ناشر         | منابع  |
| ------- | ------------- | ------------ | ------------ | ------ |
| ایتالیا | ۱۲ آوریل ۲۰۲۴ | رادیو ایرپلی | سونی ایتالیا | [ ۱۱ ] |